# Metrosideros robusta
Metrosideros robusta là một loài thực vật có hoa trong Họ Đào kim nương. Loài này được A.Cunn. mô tả khoa học đầu tiên năm 1839.

## Hình ảnh

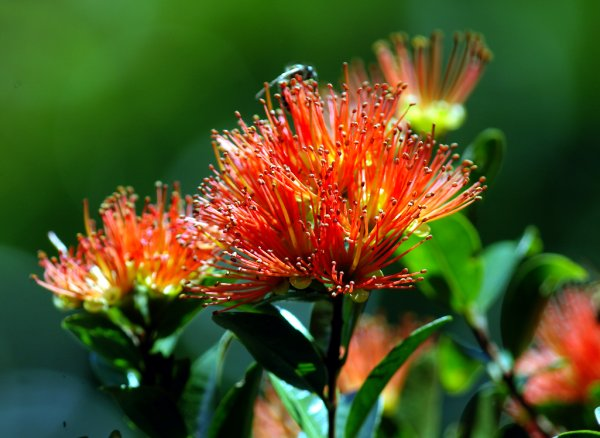
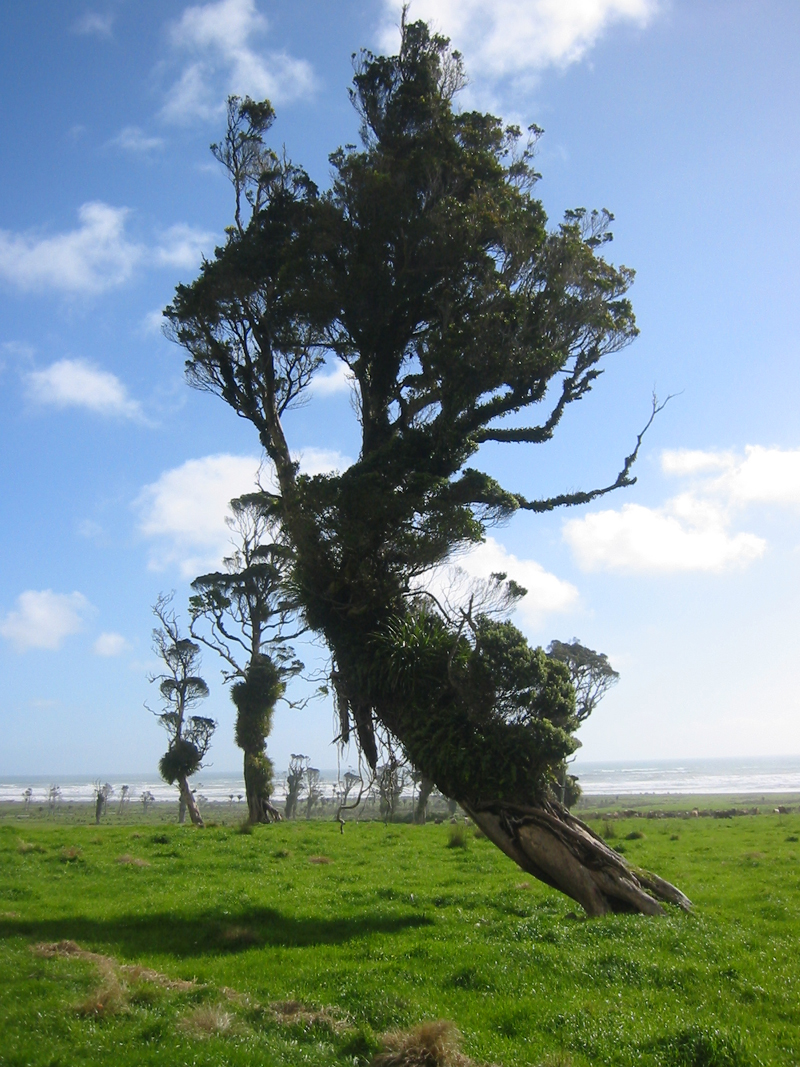
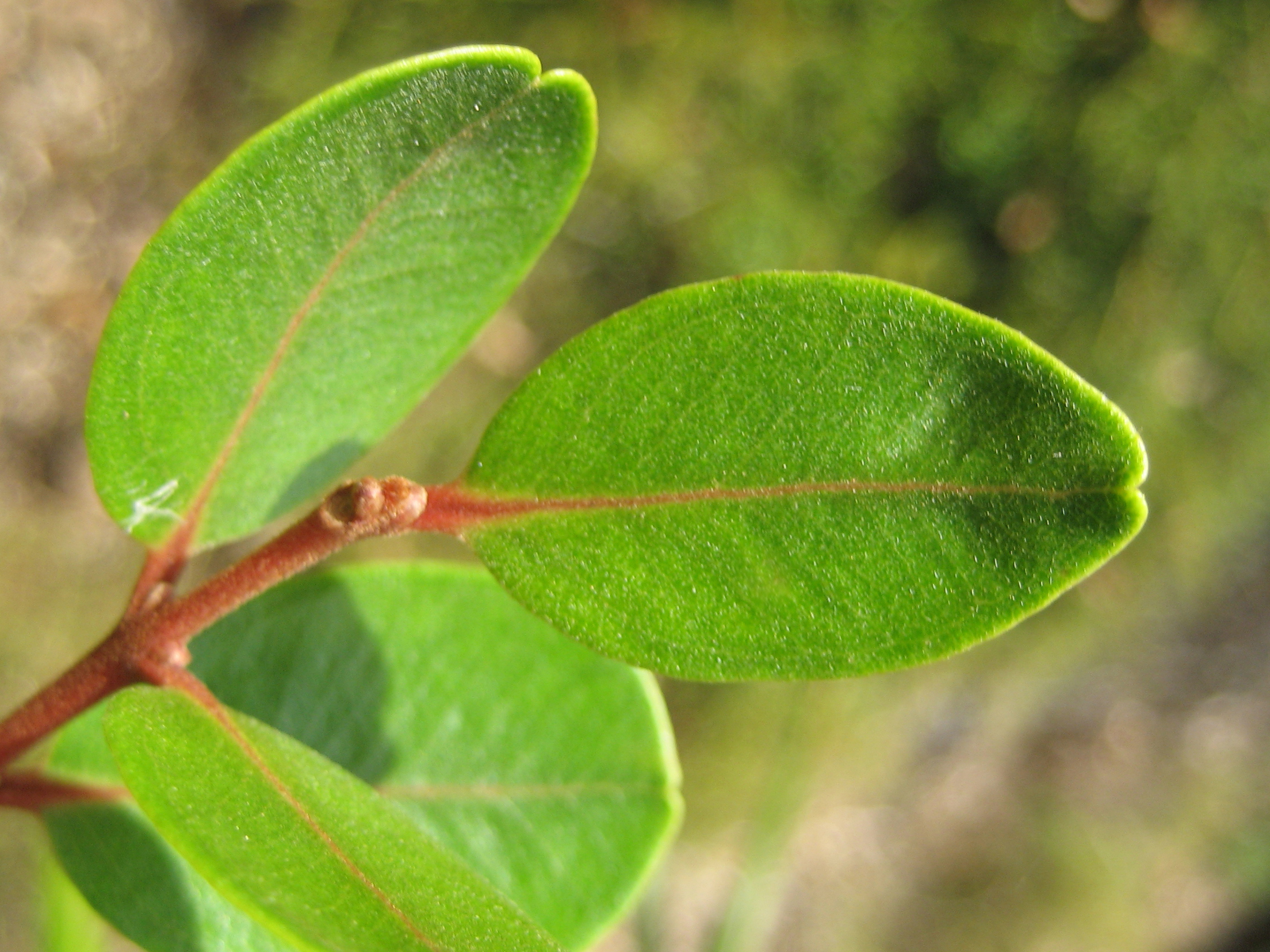
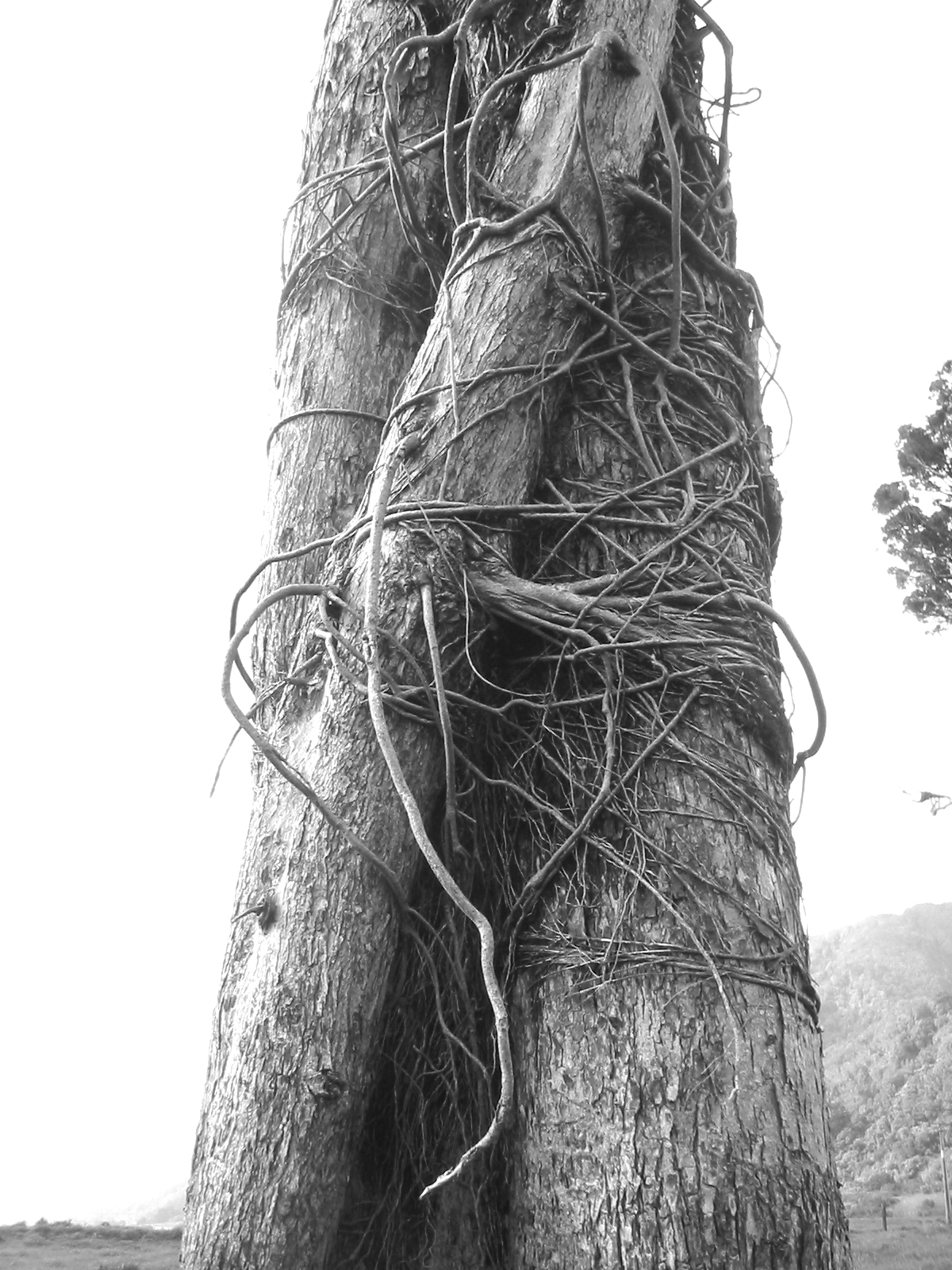